# شاهدخت آریانه
شاهدخت آریانه (متولد ۱۰ آوریل ۲۰۰۷) سومین و جوانترین فرزند شاه ویلم الکساندر و ملکه ماکسیمای هلند است. شاهدخت آریانه در خط جانشینی به تاج و تخت هلند سوم است.
عنوان کامل وی والاحضرت همایونی آریانه ویلهلمینا ماکسیما اینس، شاهدخت هلند، شاهدخت اورانیه-ناسائو (هلندی: Hare Koninklijke Hoogheid Ariane Wilhelmina Máxima Ines, Prinses der Nederlanden, Prinses van Oranje-Nassau) است.